# Addio sul serio
Addio sul serio è un singolo della cantautrice italiana Chiamamifaro, pubblicato il 10 dicembre 2021 come primo estratto dal primo album in studio Post nostalgia.

## Descrizione
Il brano, scritto dalla stessa cantautrice con Alessandro Belotti e Riccardo Zanotti, è prodotto da quest'ultimo con Marco Paganelli, in arte Paga.

## Video musicale
Il video musicale, diretto da Andrea Piu, è stato pubblicato il 25 gennaio 2022 attraverso il canale YouTube della cantautrice.

## Tracce
Testi di Angelica Cristina Gori, Alessandro Belotti e Riccardo Zanotti, musiche di Angelica Cristina Gori, Alessandro Belotti, Marco Paganelli e Riccardo Zanotti.
1. Addio sul serio – 3:24